# Sabah Fakhri
Pour les articles homonymes, voir Fakhri.
Sabah Fakhri (en arabe : صباح فخري, de son vrai nom Sabah Eddine Abou Kaws, en arabe : صباح الدين ابو قوس), né le 2 mai 1933 à Alep et mort le 2 novembre 2021 à Damas,, est un chanteur ténor syrien.
Considéré comme l'une des plus grandes stars de la chanson arabe traditionnelle, il était l’un des derniers maîtres du répertoire des qoudoud alépins,.

## Biographie
Sabah Fakhri étudie au Conservatoire d'Alep puis à celui de Damas. Il fut le disciple de grandes figures de la musique arabe telles qu'Ali Darouich, Omar Batch et Mohammad Rajab. Il sortit de l'ombre grâce au « Prince du violon » Sami Chaoua. En effet, celui-ci le présenta à Fakhri Bik Baroudi qui lui apporta des performances vocales et une grande maîtrise dans ses interprétations. Finalement, il l'intégra dans son conservatoire musical puis le présenta à la Radio Télévision syrienne. En reconnaissance de cela, Sabah Fakhri choisit d'ajouter « Fakhri » à son nom artistique.
Pour accompagner le mouachah, Fakhri innova en utilisant, au lieu du takht classique (petite formation traditionnelle de chambre), un grand orchestre constitué en grande partie d'instruments à cordes.
Maîtrisant un répertoire très vaste incluant les grands poètes arabes classiques ou contemporains, il est considéré comme le maître incontesté du Mawwal (en). Chanteur infatigable, il était capable de tenir en haleine son auditoire pendant des heures en répétant inlassablement les couplets de poèmes arabes classiques ou contemporains. Lors d’un de ses concerts à Caracas, il chanta dix heures d’affilée, ce qui lui valut de figurer dans le Livre Guinness des records. En 1978, il reçoit la Médaille d’or de la musique arabe de Damas.
Il est considéré comme étant le chanteur ayant la voix la plus puissante dans la musique arabe du XXe siècle.

### Mort
Mort à l'âge de 88 ans, Sabah Fakhri est inhumé à Alep, sa ville natale.

## Discographie
Sa discographie comprend notamment :
- Yā Hādī al-‘Ess (يا حادي العيس)
- Mālek Yā Ḥelwa(t) Mālek (مالك يا حلوة مالك)
- Khamrat el-Ḥobb (خمرة الحب)
- Yā Ṭīra(t) Ṭīrī (يا طيرة طيري)
- Fōg el-Nakhal (فوق النخل)
- ’Adduka al-Mayāss (قدك المياس)
- Yā Māl el-Shām (يا مال الشام)
- Yā Shādī el-Alḥān (يا شادي الألحان)
- Eba‘atlī Jawwāb (ابعثلي جواب)
- Ah Yā Ḥelō (اه يا حلو)

## Décorations
Décorations syriennes
- Grand cordon de l'ordre du Mérite civil

Décorations étrangères
- Commandeur de l’ordre national du Cèdre (Liban)
- Grand-croix de l'ordre du Ouissam alaouite (Maroc)
- Grand cordon de l'ordre du Mérite civil (Oman)
- Grand cordon de l'ordre national du Mérite (Tunisie)[11].